# Мурмаши
Мурмаши́ (кильд. саам. Мӯрмэш) — посёлок городского типа в Кольском районе Мурманской области. Административный центр и единственный населённый пункт городского поселения Мурмаши.
Население — 9449 чел. (2023).

## География
Расположен в 21 километре от города Мурманска, на берегах Нижнетуломского водохранилища реки Тулома. Через левобережную часть посёлка (Мурмаши-3) проходит автодорога «Лотта».

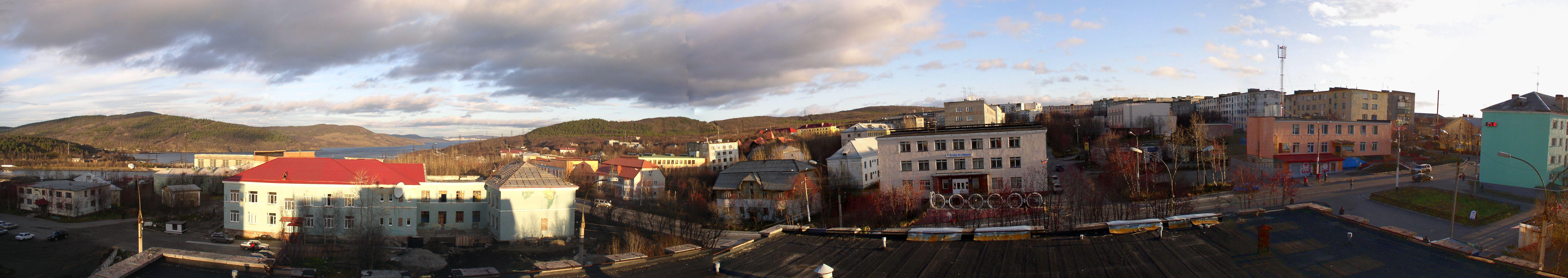
Панорамный вид с крыши торгового центра

### Уличная сеть

Мемориальная табличка летчику П. К. Овчинникову на улице его имени в Мурмашах

Всего в посёлке Мурмаши есть 31 линейный объект: 1 площадь (Кирова), 1 шоссе (Туломское), 2 переулка (Комсомольский и Южный), 27 улиц.

### Климат
| Показатель              | Янв.  | Фев.  | Март | Апр. | Май | Июнь | Июль | Авг. | Сен. | Окт. | Нояб. | Дек. | Год |
| ----------------------- | ----- | ----- | ---- | ---- | --- | ---- | ---- | ---- | ---- | ---- | ----- | ---- | --- |
| Средняя температура, °C | −12,7 | −11,6 | −6,8 | −1,1 | 4,6 | 10,0 | 13,5 | 11,4 | 6,8  | 0,5  | −5,6  | −9,2 | 0,0 |
| Источник:               |       |       |      |      |     |      |      |      |      |      |       |      |     |

## История
Основан 27 ноября 1938 года как рабочий посёлок при строительстве Нижнетуломской ГЭС.
23 сентября 2009 года в посёлке закрыли первую в России школу на карантин из-за вспышки гриппа A/H1N1.

## Экономика
В посёлке располагается несколько предприятий:
- Аэропорт Мурманск;
- КолЭнерго;
- ТГК-1;
- Кольское РДУ;
- ЖД станция Мурмаши;
- ЗАО НЭМ;
- ГОУП Мурманскводоканал (очистные сооружения).

### Транспорт

#### Авиатранспорт
В Мурмашах находятся международный аэропорт Мурманск (коды MMK / ULMM / МУН), расположенный в 4 км южнее посёлка. Кроме аэропорта, в черте посёлка располагается аэродром Мурманск-Мурмаши (коды XLMN / ЬЛМН), который используется для парашютного спорта и как вертолётная площадка.

#### Ж.д. транспорт
В посёлке располагается одноимённая грузовая железнодорожная Мурмаши (станция). C 19 июня 2020 года станция, временно по 2021, стала на главном ходу в Мурманск. Смена направления движения поездов.

#### Автотранспорт
Также имеется автобусное сообщение с областным центром.

### Мосты
- Железнодорожный мост через Тулому северо-восточнее от посёлка Мурмаши
- Железнодорожный мост через Тулому в посёлке Мурмаши

### Торговля
Торговля представлена несколькими федеральными и областным сетями — Магнит, Дикси, Пятёрочка, группа Евророс (Яблочко), КанцМир, Fix Price, Улыбка радуги, а также небольшими розничными магазинами.
Также в Мурмашах находятся две исправительные колонии, ИК-16 и ИК-18.
В посёлке открыт санаторий.
В посёлке находится Кольский филиал ТГК-1.

## Образование
На текущий момент, в посёлке действует две школы — начальная № 1 и средняя № 3. Ранее действовавшая начальная школа № 2 была упразднена, а в здании школы, после реконструкции, разместилось управление ТГК-1 Кольский филиал.
Дошкольное образование представлено детсадами № 10, № 12, № 18 «Соколёнок», № 19 «Кораблик», № 20.
Профессиональное образование представлено учебным центром «КолЭнерго» и вечерней школой на базе начальной школы № 1.
Также в Мурмашах действует воскресная школа при Владимирской церкви.

## Культура
В посёлке действует дом культуры «Энергетик». Работают две библиотеки:
- Мурмашинская городская библиотека (ул. Энергетиков, д. 7);
- Мурмашинская детская библиотека-филиал № 2 (ул. Энергетиков, д. 10).

## Физкультура и спорт
В посёлке работает детско-юношеская спортивная школа. Имеется полигон для пейнтболистов. Для зимних видов спорта имеются освещенная лыжная трасса и хоккейные корты.

## Население
| 1939    | 1959    | 1970    | 1979    | 1989    | 2002    |
| ------- | ------- | ------- | ------- | ------- | ------- |
| 2018    | ↗8840   | ↘8836   | ↗10 895 | ↗14 312 | ↗16 343 |
| 2009    | 2010    | 2011    | 2012    | 2013    | 2014    |
| ↘15 393 | ↘14 152 | ↘14 113 | ↘13 934 | ↘13 845 | ↘13 804 |
| 2015    | 2016    | 2017    | 2018    | 2019    | 2020    |
| ↘13 789 | ↗13 817 | →13 817 | ↘13 735 | ↘13 688 | ↗13 726 |
| 2021    | 2023    |         |         |         |         |
| ↘9568   | ↘9449   |         |         |         |         |

Численность населения, проживающего на территории населённого пункта, по данным Всероссийской переписи населения 2010 года составляет 14 152 человека, из них 8089 мужчин (57,2 %) и 6063 женщины (42,8 %).

## Города-побратимы
- Эверкаликс[33]